# 日本臨床検査標準協議会
特定非営利活動法人日本臨床検査標準協議会（にほんりんしょうけんさひょうじゅんきょうぎかい）は、臨床検査の標準化と質的向上を目的として設立された特定非営利活動法人（NPO法人）である。略称はJCCLS。
国際標準化機構 (ISO) の、臨床検査と体外診断用検査システム専門委員会 (ISO/TC212) において、臨床検査分野のISO規格作成にも関わっている。

## 沿革
- 1985年8月27日 - 設立
- 2005年6月1日 - NPO法人化

## 所在地
- 東京都千代田区内神田2丁目7番13号 山手ビル3号館6階